# Lydella breviseria
Lydella breviseria är en tvåvingeart som först beskrevs av Pandelle 1896.  Lydella breviseria ingår i släktet Lydella och familjen parasitflugor. Inga underarter finns listade i Catalogue of Life.